# Marilou Duvernay Tardif
Marilou Duvernay Tardif (7 de octubre de 1998) es una deportista canadiense que compite en remo. Ganó una medalla de bronce en el Campeonato Mundial de Remo en Sala de 2021, en la prueba de 2000 m.

## Palmarés internacional
| Campeonato Mundial | Campeonato Mundial | Campeonato Mundial | Campeonato Mundial |
| Año                | Lugar              | Medalla            | Prueba             |
| ------------------ | ------------------ | ------------------ | ------------------ |
| 2021               | Sede virtual       | Medalla de bronce  | 2000 m             |